# FNS1億2,000万人のクイズ王決定戦!
『FNS1億2,000万人のクイズ王決定戦!』（エフエヌエスいちおくにせんまんにんのクイズおうけっていせん）は、フジテレビ系列 (FNS) で1990年から1994年まで放送されたクイズ番組である。第7回以降は『FNS1億2,500万人のクイズ王決定戦!』のタイトルだった。

## 出演者

### 司会者
- 逸見政孝、城ヶ崎祐子（第1回 - 第6回、グランドチャンピオン大会、ちびっ子クイズ王）
- 福井謙二、中井美穂（第7回）
- 上岡龍太郎、榊原郁恵（最後のクイズ王伝説）

### 出題
- 境鶴丸（第1回 - 第6回、グランドチャンピオン大会）
- 福原直英（第7回）
- 中井美穂（第7回第1ラウンド、最後のクイズ王伝説）

### レポーター（主にゲートクイズ・失格者担当）
- 木幡美子（第1回、第5回）
- 吉沢孝明（第2回、第3回、第1回グランドチャンピオン大会）
- 青嶋達也（第4回）
- 長野智子（ちびっ子クイズ王）
- 大林典子（第6回）
- 中村江里子（第7回）

- 東海林のり子（第2回1ラウンド名古屋会場）
- 太平シロー（第2回1ラウンド大阪会場）

## 放送日・放送時間
| タイトル                                                       | 放送年月日     | 放送時間（JST）   | 備考                             |
| -------------------------------------------------------------- | -------------- | ----------------- | -------------------------------- |
| FNS1億2,000万人のクイズ王決定戦!                               | 1990年10月10日 | 水曜21:00 - 22:54 |                                  |
| 第2回FNS1億2,000万人のクイズ王決定戦!                          | 1991年3月27日  | 水曜21:00 - 22:54 |                                  |
| 第3回FNS1億2,000万人のクイズ王決定戦!                          | 1991年10月9日  | 水曜21:00 - 22:54 |                                  |
| FNS1億2,000万人のクイズ王決定戦! グランドチャンピオン大会      | 1992年1月8日   | 水曜21:30 - 23:18 | 歴代で一番遅い                   |
| 第4回FNS1億2,000万人のクイズ王決定戦!                          | 1992年4月8日   | 水曜21:00 - 22:54 |                                  |
| FNS1億2,000万人のちびっ子クイズ王決定戦!                       | 1992年8月14日  | 金曜19:30 - 20:54 | 「金曜ファミリーランド」枠で放送 |
| 第5回FNS1億2,000万人のクイズ王決定戦!                          | 1992年9月24日  | 水曜21:00 - 22:48 |                                  |
| FNS1億2,000万人のクイズ王決定戦! 第2回グランドチャンピオン大会 | 1993年1月5日   | 火曜21:00 - 22:54 |                                  |
| 第6回FNS1億2,000万人のクイズ王決定戦!                          | 1993年4月8日   | 木曜21:00 - 22:54 |                                  |
| 第7回FNS1億2,500万人のクイズ王決定戦!                          | 1993年9月29日  | 水曜21:00 - 22:54 |                                  |
| 1億2,500万人のクイズ王決定戦! 最後のクイズ王伝説               | 1994年5月6日   | 金曜19:30 - 20:54 | 「金曜ファミリーランド」で放送   |

大半が21時台 - 22時台の2時間番組で、全編がゴールデンタイムでの番組は2回だけ、それもいずれも90分番組だった。

## 概要
- 1990年代前半のクイズブームのさなか企画された。日本テレビの『アメリカ横断ウルトラクイズ』（以下『ウルトラクイズ』と表す）、TBSの『史上最強のクイズ王決定戦』（以下『史上最強』）と並ぶ大型クイズ番組。主に半年に一度開催された。
- 早押しや難問など実力重視で王座を決めていた『史上最強』に対し、知識量に問う面が強かった反面、フジテレビの番組らしくバラエティ色が濃い目で、司会が立場を忘れて問題の推理に走る展開が多かった。
- また優勝経験者以外の出場者の扱いがあまり小さかった『史上最強』とは違い、出場者のプロフィール紹介、司会者との掛け合い、ナレーションによる出場者へのツッコミなど、実力に関わらず出場者1人1人の個性を引き出す演出が多く、その結果追っかけ・ファンレターが殺到するなどアイドル的人気を得た出場者やイジられキャラとなった出場者が数多く存在した、出身大学、偏差値、予選成績などをクローズアップした演出も出場者のクイズの強さをアピールするには格好の場であったと言えよう。
- 上位に残る出場者は大会や他のクイズでもお馴染みの常連がほとんどだったが、中には他のクイズ番組ではあまり見られない中学生や高校生が残ることもあった。
- 「あらゆる問題に答えてこそのクイズ王」という、うたい文句が番組のキャッチフレーズ的に使われ、実際に文系・理系・芸術系など幅広いジャンルへの精通が問われた「5ジャンル制覇!早押しクイズ」は番組の名物となった。
- 問題の傾向としては従来のクイズの定番にこだわらず、フジテレビのクイズ番組の常套手段である専門的かつ高度な問題、特に芸能音楽・スポーツ・生活系からの出題が多く、比較的簡単な問題や得意ジャンルの問題で答えられない出場者が司会者に嘲笑われるシーンもよく見られた。また正確数値やフルネーム、画像付きなど、それまでのクイズ対策の盲点を付いた問題、「キューティーハニーのスリーサイズ」、「コンドームのJIS規格での長さ」や馬や子供の顔写真をノーヒントで出しての「この馬の名前は何?」「このマルコメ君は何代目?」や司会者の一エピソードなどといったウケ狙い問題も多くそれが番組の個性にもなった（当時のクイズ界では「難問の史上最強、奇問のFNS」とも言われていた）が、それと同時に問題文の作成が曖昧のまま出題された問題（「通称:山形新幹線、正式名称は?(第7回、この時の正解は「新幹線直行特急」で解答者の一人だったJR職員は「奥羽本線の事を言ってるのでは?」と推理した)」「歌舞伎十八番の"助六"、正しくは?(クイズ王伝説、この時の正解は「助六由縁江戸桜」で解答者の一人は「花川戸助六の事を指してるかと思った」との見解も述べた)」など）や、事実と違う答えを用意してしまう不手際も少なくなかった。また事前に東大生に筆記試験を行い、その全体成績によってステージごとに正解率の低い問題を選抜していた。
- 本選収録は全てフジテレビで行われたが、失格者は決勝ラウンドを除き強制退場が義務づけられ、次ラウンド以降を観戦することすら許されなかった。
- 予選風景も放送することが多く、結果的に落ちた出場者もインタビューされ大きく扱われるなど、『ウルトラクイズ』に近いお祭り的な空気感もある番組だった。本選出場経験は無いがキャラクターが受けたのを理由に「グランドチャンピオン大会」に招待された出場者もいた。それ以外の人でも「グランドチャンピオン大会」では一部の落選者が「観客」として出演していた。
- 毎年秋期の大会では『ウルトラクイズ』の開催時期とかぶっており、予選通過者の中には『ウルトラクイズ』の成田予選参加を理由に本選出場を辞退した人も数多くいた。
- 第2回以降のナレーターを担当したデーモン小暮はそのキャラクターのごとく冷酷な語り口で、挑戦者の過去のクイズ賞歴に対しては「もう〇年前(〇ケ月前)の話だ」、早押しで失格になった挑戦者を「早とちり」「慌て者」、などと一蹴していた。

## 予選
- 全国各地の会場で一斉同時に同一問題の筆記クイズ（問題数は回によって異なる）を行う。
  - 第1回から第5回は、問題用紙はなく、代わりにフジテレビアナウンサーの境鶴丸が読み上げで中継出題された。
- 地区毎ではなく、合格点以上の点数を取った全国成績の上位者が本選進出となる。つまり、誰も合格点に達しなかったがために本選に出場できなかった地区が発生したケースがある。なお合格点はその時の平均点によって左右される。
- 第1回のみ、他のクイズ番組での優勝20人を招待選手として予選を免除し、1ラウンドに送り出した。
- 第2 - 6回までは第1ラウンドでこの形式がとられた。
- 満点は第1回は300点、第2回は250点、第3回は150点、第4回以降は100点。
- 第3回のみ、通過者の成績を20位ごとに上位からA-Eランクに分けていた。
- 初期の大会では上位者が満点に近い点数を取っていたが、途中からは上位でも5～60点台しか取れないほどの難関である。

## 本戦実施された主なクイズ

### 一人必答クイズ
- 一問一答クイズ
- 予め、予選の成績順に一列に並び、列の先頭の人がフジテレビ玄関前に入り、中で出題される問題に答える。第1回では予選通過者の前に招待選手が列に並んだ。
- 正解ならフジテレビの社屋に入り、スタジオでの参加が許される。不正解の場合第4回までは列の最後尾に回ったが、2回チャンスがあることは必答にならないという理由から第6回からは即失格となり入口でクイズの様子を観戦しなければならない。
- 予選通過者の下位半数は「ウエイティングゲート」という通路で解答権待ちとして待機し、通過予定上位半数が不正解が出るまで列に並ぶことはできない。なお上位半数は通過者が出るごとに減っていくシステムである。(第5回をのぞく)
- 規定数が埋まった時点で終了。順番が回ってこないまま枠が埋まってしまう出場者も多く、その人たちは「とっととお帰りください。」のアナウンスと共に退場となる。
- 問題の正誤判定はBGMやSEで行われ(第2・3回のみ不正解はオーソドックスなブザー音だった)、既定数が埋まると入り口を塞ぐように「○○名決定!」と書かれた垂れ幕が下がり他の出場者を落胆させた。
- 第6回までは開始前に用意された問題のシャッフルが行われ、出題の境鶴丸アナウンサーに提出された。

### ○○人一斉早押しクイズ
- 大人数（人数は回によって異なる）で一斉に行う早押しクイズ。なお、ボタンが押された時点で読み上げがストップする。
- 第5回以降は出題中及びシンキングタイムにBGMが使用された。

### 30秒!!対決クイズ
- 1対1で行う
- 両者が隔離された解答席で（第3回は両者を別のスタジオに隔離）、相手の声が聞こえないようにヘッドホンが装着された状態で同時に出題される問題に口答で答える。第1回グランドチャンピオン大会以降はボックスの中に入って行われる。
- 30秒間に6問が連続して出題され（1問当たり5秒）、正解数がより多かった方が勝ち抜けとなる。
- 解答が次の出題にかぶっても有効だが、30秒過ぎの解答は無効となる。
- 同点の場合は再戦に。
- 6問全問正解した挑戦者は一人もいなかったが、全問正解しても特典は無い。
- ヘッドホンは第4回以降派手なデザインへとバージョンアップしていった。

### 5ジャンル制覇早押しクイズ
- 問題は全て前方のモニターに表示され、ボタンが押されていても問題は最後まで読み上げられる。
- 社会･文学歴史･科学･芸能音楽･スポーツの中から選択されたジャンルの問題を出題する。
- 正解したらそのジャンルを制覇して10点獲得。そして、次の問題のジャンルを選ぶ。
- 第4回、第7回は画像を取り入れた問題があった。
- 不正解は3回休みとなる（第3回のみ、不正解3回で失格）。解答が不正解だった場合や勝ち抜け者が出た(第4回では勝ち抜け者が次のジャンルを指名した)場合、次の問題は同ジャンルから再出題される。
- 5ジャンル全て制覇すれば勝ち抜け。ただし決勝戦がこのクイズ形式（本大会第7回及びグランドチャンピオン大会）の場合は5ジャンルすべて制覇した上で100点獲得で優勝となる。

### 筆答&口答クイズ
- 決勝戦で行われるクイズの一つである。
- 解答は、答えを書いた後その答えを読み上げるもので、答える順序は前ラウンドの最後の勝ち抜けから逆の順。
- 書いた答えとその答えの読みの両方が一致しない場合および誤字・脱字は不正解になる。
- 第5回、第6回は画像を取り入れた問題があった。
- 最初に規定正解数に到達すれば優勝となる（規定正解数に到達した解答者が複数出た場合は、正解者が1人になるまで同点決勝を行って決着を着ける）。

## 本選

### 第1回
- 前述の通り、シード選手を20人招待したこともあり、後の大会には出なかった有名クイズプレーヤー（『第2回ウルトラクイズ』優勝『クイズタイムショック』5週勝ち抜き・12問連続正解ほか経験の北川宣浩、『第10回ウルトラクイズ』北米チャンピオンの西沢泰生、『史上最強』常連の馬場洋子など）も多数出演していたが、彼らを抑え優勝を射止めたのは当時は無名だった布川尚之だった。また筆記系のクイズが多い回でもあった。ちなみにシード選手の最高記録は準決勝だった。（『第11回ウルトラクイズ』優勝者の稲川良夫）

第1ラウンド
- 一問一答!120人個人クイズ

予選を勝ち抜けた100人と、過去のクイズ番組で優勝経験を持つ20名がシード選手（計120人）として参加
一人ずつ入口前に設置された特製のボックスに入って解答を行い、正解なら赤の扉が開きフジテレビへ入局、間違いなら青の扉が開いて列の最後尾に移動。
挑戦順はシード選手→予選の成績順。
120人中60人が第2ラウンド進出
OAでは結果として不正解になった問題は、出題中に画面下に正解がテロップで表記され、結果的に正解した問題では正解は表記されないという、フライング演出があった。
第2ラウンド
- 60人!!早押しクイズ

1問正解で1点加点、1問不正解で1点減点。得点が2点に達したら勝ち抜け、-2点に達したら退場。
60人中20人が第3ラウンド進出
第3ラウンド
- 対決!!30秒クイズ

20人中10人が第4ラウンド進出
組み合わせは、トランプを使ったくじ引きで決定。
第4ラウンド（準決勝）
- 5ジャンル制覇!筆記クイズ

社会･文学歴史･科学･芸能音楽･スポーツの5ジャンルから各5問出題
計25問の正解数の上位5人が決勝戦進出
最終ラウンド（決勝戦）
- クイズ王決定戦(筆答・口答クイズ)

10問正解で優勝

### 第2回・第3回
- 番組名物「5ジャンル制覇早押しクイズ」が登場、挑戦者も常連メンバーが固まり始め「FNSクイズ王」の基礎が固まりはじめた時期である。また、招待選手制が廃止され、大会出場者は前回大会の成績に関わらず全員予選からの出場となった。

第2ラウンド
- 一人一問一答!100人個人クイズ

100人中50人が第3ラウンド進出
第3ラウンド
- 50人!!早押しクイズ(第2回)50人一斉!!早押しクイズ(第3回)

1問正解で勝ち抜け、1問不正解で退場（失格）
出題される問題は全て前フリがある。
50人中12人が第4ラウンド進出
第4ラウンド
- 30秒!!対決クイズ(第2回)別スタジオ対決!!30秒クイズ(第3回)

第2回の組み合わせは、休憩時に配られたコップの底に書いてある数字（1～6）が同じである人同士で決められた。
第3回の組み合わせは、第1ラウンドの成績上位順vs成績下位順。
12人中6人が第4ラウンド進出。第3回では対戦組を司会者のいる第6スタジオとおよそ140メートル離れた第4スタジオに分けて中継形式で行われた。
第5ラウンド
- 5ジャンル制覇!早押しクイズ

6人中3人が決勝戦進出、第3回では不正解3回で退場（失格）
最終ラウンド（決勝戦）
- 筆答&口答　クイズ王決定戦!

10問正解で優勝
第2回では答えの書き順に関するお目付役として金田一春彦が出演。

### 第4回
- この大会以降あまりクイズに出ない問題、いわゆる「難問」「奇問」の数が増加した（正解発表の後挑戦者・会場・司会者がみんなで笑うシーンが増えた）。そういった意味では「FNS」らしさが確立した回と言えるかもしれない。この影響か予選では第3代クイズ王の根岸、『ウルトラクイズ』優勝経験者の能勢一幸や稲川良夫、番組常連のクイズ女王・寺島満智子など実力者が多数落ちる一方、高校生が5人通過するなど波乱の展開だったが、そういった新勢力を抑え布川、永田のクイズ王同士の対決となった決勝は第2回クイズ王・永田の勝利に終わった。この回からスタジオのセット・テロップ等もよりポップで明るい雰囲気に変わった。また2ステップ制ラウンドが設けられたが、放送時間の都合かこの回だけに留まった。

第2ラウンド
- 一人必答!100人クイズ

100人中50人が第2ラウンド進出
第3ラウンド★ステップ1
- 対戦早押しクイズ

1対1で行う（『クイズ100人に聞きました』の対戦方式を採用している）
組み合わせは、第2ラウンドの最前通過者順vs最後通過者順。
1問正解で勝ち抜け、不正解は1回休み（=次の問題は対戦相手のみ解答権を得る）
50人中25人がステップ2進出
第3ラウンド★ステップ2
- 25人一斉!!早押しクイズ

1問正解で勝ち抜け、1問不正解で退場（失格）
25人中10人が第4ラウンド進出
この回から途中失格者へのインタビューが導入された。
第4ラウンド（準決勝）
- 1vs1対決!30秒クイズ

組み合わせは、第3ラウンドの最前通過者順vs最後通過者順。
10人中5人が決勝戦進出
決勝ラウンド★ステップ1
- 5ジャンル制覇!早押しクイズ

5人中50点＋5ジャンルを先取した2人がセット上段で行われるステップ2に進出。不正解は3回休み。一度制覇したジャンルで再度正解の場合は得点は加点されない。
決勝ラウンド★ステップ2
- 筆答&口答クイズ王決定戦!!

得点はステップ1で獲得した50点からスタート。
1問正解で10点、合計100点先取で優勝。
ステップ1失格者は退場にはならず、解答席に居残ったまま。

### 第5回・第6回
- 「5ジャンル制覇」が行われなかったのがこの時期の特徴。ちなみに第5回は全大会中唯一予選の模様がまったく放映されなかった。第5回から決勝は進出者全員がタキシード着用で挑戦に臨むようになる。

第2ラウンド
- 一人必答クイズ

100人（第6回は90人）中40人が第3ラウンド進出
第5回はフジテレビ前で予選の順位が発表された。
第6回から新たに一度スルー・不正解になると即失格というルールがつけられた。
第3ラウンド
- 1VS1対決!30秒クイズ

前ラウンドの最前通過者順VS最後通過者順の組み合わせ
40人中20人が第4ラウンド進出
第4ラウンド（準決勝）
- 20人一斉!!早押しクイズ

3問正解で勝ち抜け、2問不正解で退場（失格）
20人中4人が決勝ラウンド進出
決勝ラウンド
- 筆答&口答クイズ王決定戦!!

1問正解で10点、100点先取で優勝

### 第7回
- タイトルを「1億2,500万人のクイズ王決定戦!」と改題した。また逸見政孝の病欠と城ケ崎祐子の海外転勤に伴い司会陣と出題者を変更。演出面においても第2回以降ほぼ固定されていたテーマ曲・ジングルなどを変更、全面的にリニューアルして決勝戦も従来の筆記クイズから5ジャンル制覇早押しクイズとなり、早押しクイズ中心の大会となった。またクイズ好きの有名人の起用やマッチョな男性に連れ去られる失格の演出など、それまで以上にバラエティ的な要素が強化されたが、視聴率的には振るわず、通常回では最後の大会となってしまった。今まで随一の成績を残してきた布川がまさかの予選落ち。決勝では7回連続出場の郵便局員・門田雅志が元クイズ王の永田、石井を破り悲願の優勝。

第1ラウンド
- 一人必答クイズ

合格点45点以上の97人中40人が第2ラウンド進出
問題は選択式で、A（やさしい）・B（ふつう）・C（むずかしい）の難解度が設定されている。
玄関にはそれまでの警備員に代わり、マッチョ風の番人2名が配置。失格・ラウンド終了時に槍で封鎖を表現する演出がとられた。
間違い・スルーは、デーモンの声がインサートされたランダム式のブリッジと受付の女性による「×」の札上げで表現された。
通過者には赤色のレイがかけられ、失格者には番人役のアジャ・コングの手で失格と書かれたシールが背中に貼られた。
第2ラウンド
- 40人一斉!!早押しクイズ

2問正解で勝ち抜け、2問不正解で退場（失格）
それまでの残り通過人数に加え、問題ごとにボタンを押した人数が電光掲示板でカウント。
通過者には青色のレイがかけられるが、途中失格になると赤色のレイを没収される代わりに「失格」のプラカードがついたレイをかけられ、周囲の「さようなら」の号令と共に、荷物を持ったまま番人の手でスタジオの外に摘み出されるという演出がつけられた（敗者インタビューは継承）。
40人中8人が第3ラウンド進出
コメンテーター:森山周一郎。
第3ラウンド（準決勝）
- 1VS1対決!30秒クイズ

前ラウンド通過者順に対戦相手を指名
通過者には黄色のレイがかけられ、敗者はそれまでかけていたレイをすべて没収された。
8人中4人が決勝ラウンド進出
コメンテーター:小林完吾。
決勝ラウンド
- 5ジャンル制覇!クイズ王決定戦

1問正解10点、不正解は3回休み。5ジャンル制覇プラス100点先取で優勝
コメンテーター:辰巳琢郎。

## ちびっ子クイズ王決定戦
- 第4回開催後に実施、第1回グランドチャンピオン大会での10歳の挑戦者の奮闘ぶりに味を占めたスタッフがどうしてもクイズ王になりたいという小学生以下の視聴者のために用意された企画である。しかし誤答の際に挑戦者の子供が泣き出すなど本大会のバラエティ的ノリは当大会でも健在であった。

第2ラウンド
- 一人必答クイズ

50人中25人が第3ラウンド進出
第3ラウンド
- 25人一斉早押しクイズ

1問正解で勝ち抜け、1問不正解で退場（失格）
25人中10人が第4ラウンド進出
第4ラウンド
- 30秒!!対決クイズ

10人中5人が第5ラウンド進出
クイズ王代表として布川尚之（第1回優勝者）も別室で参加した（布川の結果は、本戦には反映されない）
第5ラウンド（準決勝）
- 5ジャンル制覇クイズ

5人中2人が決勝戦進出
なお、クイズ王代表として永田喜彰（第2回・第4回優勝者）も一緒に参加した（永田の結果は、本戦には反映されない）
決勝戦
- 筆記&口答クイズ

5問正解で優勝

## グランドチャンピオン大会
- 第3回開催後と第5回開催後にそれぞれ実施。本大会で活躍した出場者の中で番組に招待された出場者による大会。

### 第1回グランドチャンピオン大会
- まず、第1回 - 第3回まで活躍した出場者（や予選で目立った出場者）から招待選手30名が出場。その中から勝ち抜きクイズで3名を選出して、シード選手の第1回 - 第3回の優勝者3名を加えた6名で決勝を争う。本大会よりもバラエティとしての要素が強化され、珍答シーンなどを集めた「おまけ」パートがあり、決勝は一風変わった問題も多く、（その意味では「FNS」らしさの発揮はこの頃からと言えるかもしれない）また解答者指名の新システム導入もあり一進一退の大激戦となったが、第1回準優勝だった立命館・新開祐史が優勝した。最後の問題では能勢と90点同士で並んだ状態で、解答権を取った布川から指名を受け、見事に正解し優勝を決めた。新開にとっては布川は第1回決勝で1点差で競り負けた相手であり、その意味で非常にドラマチックな幕切れであった。優勝後には一緒に戦った挑戦者たちから胴上げされた。

30人登場クイズ
特定の条件に添ったプレイヤーが3人ずつ登場
早押しで1問正解した順番に、1人必答クイズ・1vs1対決クイズ・10人早押しクイズの3種類から、どのクイズに参加するかを選択出来る。不正解のペナルティは無し
勝ち抜きクイズ
失格者は過去予選不合格者80人のいる観客席に参加。
- 挑戦者決定①・10人早押し勝ち抜きクイズ

1問正解で1点加点、1問不正解で1点減点。
5点先取した1人が決勝進出。-2点で失格。勝者は「早押し王」の称号を得る。
- 挑戦者決定②・1人必答勝ち抜きクイズ

解答者は滑り台の上に乗り、1人ずつ順番に、出された問題に答える。正解すればそのまま、不正解・スルーは滑り台で下まで落ちる。最後まで残った1人が決勝進出。勝者は「1人必答王」の称号を得る。
- 挑戦者決定③・1vs1対決勝ち抜きクイズ

形式は「30秒対決クイズ」と同様。10人によるトーナメント形式。優勝した1人が決勝進出。勝者は「1vs1対決王」の称号を得る。
決勝
- クイズ王vs挑戦者 グランドヂャンピオン決定戦!!

8ジャンル中5ジャンル制覇した上で100点（以上）先取したら優勝（グランドチャンピオン決定）
ジャンルは、次・ネーム・誰・エピソード・視る（画像問題）・先・数字・フィクション
通常は、1問正解10点
中には解答者指名問題があり、この問題では早押しで解答権を獲た人は、問題に答える代わりに問題を答えられなさそうな相手を1人指名。
指名された人は問題に答え、正解なら10点獲得し、指名した人は-10点。指名された人が不正解なら続けて通常通り指名した人（早押しで権利を得た人）が解答。正解なら10点で、指名された人は-10点。不正解なら-10点で、指名された人はペナルティ無し（番組では「無罪」と表現していた）。減点されても制覇済みのジャンルは没収されない。
お手つき･不正解は3回休み
シードの歴代クイズ王3人はゴールドジャケット着用だったのに対し、決勝進出の3人はプラチナジャケット着用でクイズに挑んだ。
用意したジャンルの問題が尽きた場合は、画面反時計回り横のジャンルが自動的に指名される。
不正解・スルーと減点の要素がある解答者指名問題の乱発により、決勝はかなりの長丁場となった。そのため中盤の模様はダイジェストとなったが、それでも決勝だけで放送時間のほぼ半分（およそ1時間）を占めていた。

### 第2回グランドチャンピオン大会
- 第1回とは異なり、歴代優勝者も第1ラウンドから参加。
- 歴代優勝者4名、ちびっ子クイズ王決定戦の成績上位者4名、第5回までに活躍した男性8名・女性4名の計20名の招待選手が出場
- 出場者は、男性は全員タキシード着用、女性もドレス着用だった。オープニングで逸見政孝が「タキシードが全然似合ってない人がいる」とツッコミを入れる一幕もあった。
- 第1 - 4ラウンドは全員参加。合計点数が100点に到達すれば決勝選出。
- 筆記クイズで19点という最高得点を取った慶応大・藤井和彦が、決勝では他の5人に大差をつけ二代目グランドチャンピオンに輝く。70点差離された2位の能勢に「今日は最初から僕達で2位を争っているようなものでしたね」と言わしめる快勝だった。

第1ラウンド
- ペーパークイズ

20問出題。1問正解につき1点獲得。
第2ラウンド
- 1人必答クイズ

1人1問ずつ挑戦。正解なら20点獲得、不正解なら得点なし。
第3ラウンド
- 1VS1 対決!30秒クイズ

勝った場合、正解数×10点を獲得。負けまたは引き分けの場合は、正解数×5点を獲得。同点の場合でもサドンデスはなし。対戦の組み合わせは第2ラウンド終了時点での得点が多い挑戦者VS低い挑戦者の順。
おまけのラウンド
- 50点の持ち点つき21番目の解答席争奪クイズ!!

観客として来ていた「一般クイズマニア（東京23区内に在住する、予選を通過した事のない者を番組が呼び集めた）」を対象に行なわれた。4択クイズが出題され、不正解は即失格。最後まで正解し続けた一人が21人目の解答者として、しかも50点持った状態で第4ラウンドに参加できる。ただし、複数残っている状態で全員間違えると誰も第4ラウンドへは行けない。結局（放送上では）4問目で全滅し、逸見・城ヶ崎の二人にさんざんなじられる結果となった。
第4ラウンド
- 20人一斉!!早押しクイズ

1問正解10点
お手つき・誤答2回で退場（失格）
先に100点以上に到達した6名が決勝ラウンド進出。
決勝ラウンド
- グランドチャンピオン決定戦!!

基本ルールは前回のグランドチャンピオン大会と同じ。
5ジャンル制覇プラス100点先取したら優勝（100点に達した時点で5ジャンルを制覇できていない場合は、5ジャンル制覇した時点で優勝となる。その場合は得点は加点される）
ジャンルは、エピソード・最初・ネーム・決まり事・フィクション

## 最後のクイズ王伝説
- 文字通りの最終回
- 「クイズ王の実力は本物か?」をコンセプトに、歴代のクイズ王および番組に多大な功績を残した参加者から12名を招待し、選抜された6人のクイズ戦士が、番組が用意した12名の刺客（ほぼ『平成教育委員会』の解答者で構成されていた）である池田満寿夫、出光ケイ、大槻義彦、三遊亭楽太郎、高橋洋子、辰巳琢郎、田中康夫、西森マリー、早坂茂三、福地泡介、森山周一郎、ラサール石井と対決しながら、クイズ王を目指す内容。ルールが複雑ゆえに、その補足を対戦の最中に説明するというデモンストレーション演出がなされた。

予選(未放送)
- ペーパークイズ
- 招待選手12人のみ参加
- 成績上位6人がクイズ戦士として本戦進出、落ちた6名は採点者として本戦に参加。

本戦
- 1人ずつ、ランダムによる刺客4名と1対4で対決。
- 最初に6個のライフポイントを持った状態で始め、クイズ戦士がお手つき・誤答するか、早押しクイズで刺客に正解・問題をキャンセルしたりするごとに、ライフポイントが1個消える。ライフが全て消されると失格。
- ライフポイント制はこの企画独自のシステムであり、刺客側を少しでも有利にするためのハンデとして付けられたが、問題キャンセルしただけで減るのが一番のポイントである。このために有利な戦局にもかかわらず早押しの最終問題をキャンセルしたがために最後の一つが消えて失格という理不尽な結果となったクイズ戦士もいた。
- 失格者は採点席に加わり、問題の採点に回る（実際に受けたのは二番目のクイズ戦士のみで、他の失格者に対しては何のお咎めもなかった）。
- 以下の3種類のクイズを行い（100点満点）、問題すべて消化しライフが一つでも残っていればクリアーとなる（その時点で刺客側が得点をリードした場合の処遇については言汲されていない）。

3択クイズ→3問×8点。刺客側は多数決での解答、2人ずつ同じ答えの場合は両方の解答が認められるが、得点は4点に。
筆記クイズ→2問×8点。刺客側は1人でも正解すれば加点。
早押しクイズ→6問出題。1問毎に、採点者6名が難解度・ボタン押しの早さを『ものまね王座決定戦』方式で採点（1人当たり、6-10点の5段階）。6名の採点の平均点が、その問題の正解者の得点となる。公平感を出すため採点者には誰がボタン押したかを教えないようにしていた。
- クリアー時点での刺客チームとの得点差が大きい上位2名が決勝進出

敗者復活戦（未放送）
- ひな壇で見ていた50名（過去の出場者）に予選敗者6名を加えた56名で実施
- 4択クイズ。各自、手持ちの札を挙げて解答。
- 1問不正解で失格。最後まで残った1名が決勝進出となる。しかし途中で全滅したため、この敗者復活戦はなかったことにされた。

決勝戦
- 決勝進出者2名と刺客12名による、1対1対12の早押しクイズ。
- 1問正解で10点、不正解は2問休み（刺客側は不正解者のみ）
- 100点先取（刺客は12人足して100点先取）で優勝
- 決勝進出の2人はそれぞれゴールドジャケットと同じ材質のブルーとレッドのジャケット着用て決戦に臨んだ。

## 歴代優勝者
本大会での歴代優勝者は自宅訪問された。また、副賞として賞金100万円とゴールドジャケット（グランドチャンピオン大会の場合は海外旅行とプラチナジャケット。）と優勝証明カード（ゴールドカード）もプレゼントされた。ただし、証明カードをクレジットカードと併用で使用でき、更に行きつけの飲食店をただで食えると思い込む優勝者もいたらしく、「人に自慢する以外は使用できません」と説明した（第2回 - 第4回）。なお準優勝以下の挑戦者にも何ラウンドまで進んだかを書き記したカードが贈られた。
- 布川尚之（東京→新潟・第1回クイズ王）

早稲田大学学生→書店店員。特技はハッタリ（第2回でのプロフィールより）。当時クイズ優勝歴のなかった彼は、この番組で一躍クイズ界の有名人となった。その後の回でも快調に勝ち進み、V2こそ成らなかったものの第4 - 6回連続決勝進出、うち2回準優勝と優秀な成績を残した。他の挑戦者達からも常にライバル視され、そのひょうひょうとしたキャラクターも相まって「ミスターFNS」とでもいうべき存在だった。第5回準優勝の際には「クイズ界の沖縄水産と呼んでください」（沖縄水産高校は90年、91年の夏の甲子園で連続準優勝）という名言を残す。第1回優勝時の自宅訪問では、40度の高熱を出し寝込んでいた。
- 永田喜彰（兵庫・第2、4回クイズ王）

会社員。クイズ番組の優勝歴は豊富で、ニックネーム「笑うクイズマン」。各回での成績は優秀で、全大会予選を突破。布川とともにFNSクイズ王を代表する存在だった。ウィットの効いたトークで司会者やレポーターとの掛け合いも上手く、ナレーションのデーモン閣下からも共によく突っ込まれていた。当時からクイズ参加以外でのテレビ出演も多く、近年では『全国高等学校クイズ選手権』でのクイズ解説など。第2回優勝時の自宅訪問では、ファンレターの分類を説明。第4回では、会社が開いた祝勝会の様子が映された。
- 根岸潤（東京・第3回クイズ王）

一橋大学学生（優勝当時）。大学では「一橋四天王」の一人に数えられるほどの実力者。この前年には『ライオンのいただきます』の「クイズいただきます」のコーナーで2日の激闘の末グランドチャンピオンとなった実績がある。優勝回では接戦となった決勝を制しクイズ王の栄冠に。それ以外ではゲートをたびたび突破するも決勝までには進出出来ず。第3回優勝後の自宅訪問では、弱かった洋楽対策のため家に有線を導入するが、曲紹介が分からなかったため結局意味がなかったというエピソードがある。当番組終了辺り以降長らくテレビのクイズから遠ざかっていたが、2013年に『連続クイズ ホールドオン!』の番組史上100人目のチャンピオンとなった。ちなみに彼を破った101人目のチャンピオン藤村泰宏(後述参照)は永田が優勝を決めた回で決勝を争った相手の一人である。
- 新開祐史（京都・第1回グランドチャンピオン）

立命館大学学生。本大会第1回では布川に1ポイント及ばず準優勝。しかし第1回グランドチャンピオン大会では布川からの指名問題を答えて優勝し雪辱を果たし、2度も対決クイズでぶつかったり（1勝1敗）と因縁深いところがある。やや長めの襟足とピシッとした背筋がトレードマーク。
- 斉藤眞（山形・ちびっ子クイズ王）
- 石井誠郎（大阪・第5回クイズ王）

大手空調メーカー勤務。大阪府立大学卒。37歳ながらアイドル関係にも詳しく、中でも榊原郁恵の大ファン（しかし榊原が司会となった「最後のクイズ王」では本戦出場ならず）。優勝回決勝の桜田淳子のデビュー曲を問う問題で、答えの歌詞を熱唱するなどマイペースで明るいキャラクターであった。芸能に強いだけに「デビュー曲は得意」と豪語し、優勝を決めた問題も「山瀬まみのデビュー曲は？」だった。優勝時の自宅訪問では、銭湯に入っていた。クイズ歴においては優勝経験が豊富なものの、「第11回アメリカ横断ウルトラクイズ」では実力者の通過率が高い機内400問ペーパークイズで失格になった経歴がある。
- 藤井和彦（埼玉・第2回グランドチャンピオン）

慶應義塾大学学生。予選を上位で突破することが多く第4回では全国1位となり、同時に決勝進出も果たす。第2回グランドチャンピオン大会では筆記からトップを取り快勝、「最後のクイズ王」でもライフ減少連発という窮地に見舞われながらも最後まで生き延びるなど、番組初期から末期まで地道ながらもコンスタントに活躍した。力強いガッツポーズが印象的。現在は総合事務所勤務。
- 西村好弘（愛知→東京・第6回クイズ王）

大手証券会社勤務。青山学院大学卒。3回目の挑戦にして初のスタジオ入り、初の栄冠という快挙を遂げる。しかし、決勝までの総じて優秀ながらも目立たない勝ち上がり方、特に変わった所のないプロフィールからデーモンには「平凡な男」と突っ込まれる。優勝時の自宅訪問では体調を崩し、会社を休んでいた。
- 門田雅志（大阪・第7回、最後のクイズ王）

郵便局員。桃山学院大学卒。クイズ番組優勝歴も多く関西のクイズ界ではベテラン。『ウルトラクイズ』、『史上最強』ではいずれも番外大会で準優勝という奇遇な成績を持つ。FNSでは第1回に決勝に進出するものの、その後は序盤落ち、途中失格の繰り返し。しかし第7回では快進撃、圧倒的なポイント差で初の栄冠に。続く「最後のクイズ王」でもその勢いを落とすことなくクイズ王となった。クイズ王の中でタイトル獲得時唯一の既婚者。優勝時の自宅訪問では、妻と仲睦まじい姿を見せ、昼休みでは用意してくれた弁当も紹介された。第5回での失格後に紹介されたプロフィールでは「自慢」の欄に『記憶力』を挙げ、そのクイズで早々と失格した点も含めてデーモンに茶化されたからか、第7回で紹介されたプロフィールでの「自慢」の欄は『ココス島の名誉島民』(ウルトラクイズの番外大会で準優勝した時の賞品)に替えていた。
| 優勝者   | 第1回    | 第2回      | 第3回      | 第1回GC              | 第4回         | 第5回      | 第2回GC              | 第6回      | 第7回    | クイズ王伝説                                |
| -------- | -------- | ---------- | ---------- | -------------------- | ------------- | ---------- | -------------------- | ---------- | -------- | ------------------------------------------- |
| 布川尚之 | クイズ王 | 3R         | 4R         | 3位                  | 準優勝        | 準優勝     | 4R途中失格           | 3位        | 予選落ち | 予選落ち                                    |
| 永田喜彰 | 1R       | クイズ王   | 3R途中失格 | 4位                  | クイズ王      | 2R         | 4R                   | 4R         | 4位      | 失格(得点では5位、刺客との得点差では最下位) |
| 根岸潤   | 1R       | 3R途中失格 | クイズ王   | 4位                  | 予選落ち      | 4R         | 4R途中失格           | 不明       | 2R       | 予選落ち                                    |
| 新開祐史 | 準優勝   | 不明       | 5R途中失格 | グランドチャンピオン | 2R            | 2R         | 4位                  | 不明       | 不明     | -                                           |
| 斉藤眞   | -        | -          | -          | -                    | -             | -          | 4R                   | -          | -        | -                                           |
| 石井誠郎 | 1R       | 2R         | 3R途中失格 | -                    | 2R            | クイズ王   | 4位                  | 3R         | 3位      | 予選落ち                                    |
| 藤井和彦 | -        | 2R         | 5R         | 1vs1一回戦敗退       | 3位           | 2R         | グランドチャンピオン | 4R途中失格 | 1R       | 前半戦勝ち抜け(得点差3位で決勝進出ならず)   |
| 西村好弘 | -        | -          | -          | -                    | 2R            | 2R         | -                    | クイズ王   | 1R       | 予選落ち。(採点ではなぜか途中で退席)        |
| 門田雅志 | 3位      | 3R途中失格 | 2R         | -                    | 3R・ステップ1 | 4R途中失格 | -                    | 3R         | クイズ王 | クイズ王                                    |

## 主に活躍した出場者
ここでは優勝はしなかったものの、大会を通じて目立つ活躍をした出場者を主に紹介。肩書は全て出場当時のものである。
- 秋田芳巳（東京）

東京大学学生。番組後期の全国予選において小林聖司とトップ争いを繰り広げた。しかし不正解即失格ルールを導入後の1人必答クイズに2回連続一番手で失格をしている。その後一番手で挑戦することになった「最後のクイズ王伝説」ではそのジンクスを打ち破り、準優勝となった。その翌年に『パネルクイズ アタック25』の20周年記念グランドチャンピオン大会で布川を破り優勝。
- 第5回：3R、第6回：2R、第7回：1R、クイズ王伝説：準優勝

- 秋元雅史（埼玉）

高校生→東京大学学生。第1回では予選1位の能勢一幸を破る健闘を見せるなど、初期から末期まで安定した活躍を見せた。クールなキャラクターが特徴。
- 第1回：4R、第2回：3R、第3回：4R、第1回GC：10人早押し、第4回：4R、第7回：3R

- 稲川良夫（岐阜）

イベント企画勤務。『第11回アメリカ横断ウルトラクイズ』優勝者。第1回ではシード選手として最後まで勝ち残った。
- 第1回：4R、第2回：3R、第1回GC：1vs1二回戦敗退、第4回：1R、第6回：4R

- 上田伸行（福岡）

建設省地方建設局勤務。「カセイジン」のニックネームであらゆるクイズ番組に出場。『クイズタイムショック』で5週勝ち抜きを果たすほどの実績があるものの、FNSクイズ王では一人必答クイズで毎回落ちており、後期では予選落ちの常連にまでなってしまう。
- 第1回：1R(シード選手)、第2回：1R、第3回：2R、第1回GC：一人必答、第4回：2R、第6回：1R、第7回：予選落ち

- 後藤輝幸（東京）

早稲田大学学生→大手保険会社。スポーツマンタイプの好青年で、優勝を目標に活躍した。
- 第1回：5位、第2回：5R、第3回：2R、第1回GC：一人必答、第4回：4R

- 小林聖司（大阪）

立命館大学学生。ペーパーテストに強く、1人必答クイズを3回連続一番手で通過している。「最後のクイズ王伝説」では平均点9点の問題をクリアしたりと得点面で刺客を圧倒したものの、最後の問題をスルーしたためにライフポイントを使い切り、失格になってしまった。
- 第3回；3R、第5回：3位、第2回GC：6位、第6回：3R、第7回：2R途中失格、クイズ王伝説：失格

- 斉藤喜徳（東京）

常に予選を上位で通過するも、本選に弱いことからクイズ界では「予選のクイズ王」というニックネームを付けられた。次第に『史上最強』での活躍が頻繁化してきたからか、番組に顔を見せなくなった。
- 第1回：4R、第2回：4R、第3回：3R途中失格、第1回GC：10人早押し

- 嵯峨隆之（秋田）

小学6年生。「ちびっ子クイズ王」で予選第3位通過、準優勝となったが、優勝者も含め同大会の上位進出者がエントリーしていた「第2回グランドチャンピオン大会」には参加しなかった。その後『第16回全国高等学校クイズ選手権』で秋田県代表として全国大会に出場し、準決勝まで勝ち抜いた。第18回の東北大会では決勝まで勝ち残ったが、全国大会進出を逃した。
- ジンソン・ボム（東京）

小学6年生。「ちびっ子クイズ王」でそのネーミングとキャラクターで存在感を発揮。
- ちびっ子：5R、第2回GC：4R

- 寺島満智子（愛知）

20年以上のキャリアを持つベテラン女性クイズプレーヤー。デーモンからはよく「寺島純子とは関係ない。」とボケられた。女性で唯一決勝まで勝ち進んだが、後期は予選落ちの常連となってしまう。
- 第1回：2R、第2回：準優勝、第3回：2R、第1回GC：1vs1決勝敗退、第4回：1R、第2回GC：4R、第6回：1R、第7回：予選落ち

- 長束恭行（京都）

同志社大学学生。高校在学中の第1回から出場。回を重ねるごとに進出記録を更新していき、第6回で準優勝にまで漕ぎ着けた。
- 第1回：1R、第2回：2R、第3回：2R、第4回：3R・ステップ1、第5回：4位、第6回：準優勝、第7回：1R、クイズ王伝説：予選落ち

- 長戸勇人（京都）

教職浪人→学習塾講師。第2回では、優勝者の永田への祝福インタビューに顔を出していた。『アメリカ横断ウルトラクイズ』の司会者から「最強のチャンピオン」と称されるほどの実力者でありながらも、FNSクイズ王では見せ場らしい見せ場がないまま序盤で敗退を繰り返した。第5回での失格後に紹介されたプロフィールでは愛読書の欄に『クイズは想像力』(自身の著書)を挙げており、デーモンに「また1から読み直した方がいいんじゃないのか?」と茶化される。
- 第5回：2R、第2回GC：4R、第7回：2R

- 能勢一幸（東京→埼玉）

一橋大学学生→公務員。第1回で予選を最高得点で通過。その後第3回の本選進出を蹴って臨んだ『第15回アメリカ横断ウルトラクイズ』で優勝した事で人気が上がる。2回行われたグランドチャンピオン大会ではいずれも準優勝している。
- 第1回：3R、第2回：2R、第3回：1R通過（辞退）、第1回GC：準優勝、第4回：1R、第2回GC：準優勝、第6回：4R途中失格、第7回：1R

- 深澤岳大（神奈川）

第3回に若干14歳で本選に出場。同大会の話題をさらった。後にクイズ作家として活動。
- 第3回：2R、第1回GC：1vs1一回戦敗退、第7回：1R

- 藤村泰宏（山口→京都）

立命館大学学生。ファンレターが殺到するほど参加者の中で人気は高く、第1回グランドチャンピオン大会ではお宅訪問の様子がOAされたこともある。
- 第1回：2R、第2回：3位、第3回：3R、第1回GC：一人必答、第4回：3R・ステップ2途中失格、第5回：2R、第6回：4R途中失格

- 松尾清三（京都）

自営業。『第1回アメリカ横断ウルトラクイズ』優勝者。シード選手で参加した第1回以降コンスタントに活躍した。第1回グランドチャンピオン大会では「一人必答王」として決勝進出を果たしている。
- 第1回：2R、第2回：3R、第1回GC：6位、第4回：3R・ステップ2途中失格、第5回：4R、第2回GC：4R

- 宮里吉徳（千葉→沖縄）

法政大学学生。
- 第1回：1R、第2回：5R、第3回：1R、第1回GC：1vs1二回戦敗退、第4回：3R・ステップ2途中失格、第5回：3R、第6回：2R、第7回：1R

- 安良興（京都）

京都大学学生。『第7回全国高等学校クイズ選手権』で奈良県代表として準優勝の経験がある。
- 第2回：2R、第3回：準優勝、第4回：3位、第2回GC：4R途中失格、第7回：2R

- 山本剛（神奈川）

早稲田大学学生→公務員。第2回グランドチャンピオン大会で決勝まで勝ち残るも、それ以外は一人必答クイズor多人数一斉早押しで必ずといっていいほど負けていた。後に『タイムショック21』で全問正解を達成。
- 第1回：1R、第2回：2R、第3回：2R、第4回：2R、第5回：4R、第2回GC：3位、第6回：2R、第7回：2R

- 横田薫（大阪）

大阪大学学生。ニックネームが「女王様」で、夢が「馬主になること」というプロフィールからデーモンに「鞭の打ち所を間違えたか?」と突っ込まれた。後期のFNSクイズ王において女性では奮闘し、「最後のクイズ王伝説」にも女性でただ1人エントリーされた。後に「西のクイズ女王」としてクイズ番組・オープンで活躍。
- 第4回：2R、第5回：2R、第6回：3R、第7回：2R、クイズ王伝説：予選落ち

- 渡辺徹（東京）

某人気タレントと同姓同名というだけで、司会者にいじられていた。
- 第2回：2R、第1回GC：10人早押し、第4回：3R・ステップ2、第7回：1R

- 和田美音（兵庫）

立命館大学学生→大手新聞社勤務。初期のFNSクイズ王におけるマドンナ的存在であった。しかし後期は予選落ちの常連となってしまう。
- 第1回：2R、第2回：1R、第3回：2R、第1回GC：一人必答・ステップ2、第4回：1R、第5回：2R、第2回GC：4R、第7回：予選落ち

## 著名人の出場者
以下の著名人が参加していたことが確認されている。
- ダンプ松本

自称・クイズの女王。第2回の予選に参加。
- 山崎善次郎（東京）

太平サブロー・シローのマネージャーで、ラジオ『ABCラジオジラ』の木曜パーソナリティーやテレビ番組『素敵!KEI-SHU5』のプロデューサーでもあった。第2回の予選に秘かに挑戦していた。その縁から第1回グランドチャンピオン大会にエントリーされるも、一人必答クイズで敗退。その後第2回グランドチャンピオン大会では観客として参加し、21番目の席をかけた4択クイズに挑んでいる。
- 中井美穂

司会を担当することになった第7回の予選に参加。予選成績は21点。
- 志茂田景樹

第7回の予選に参加、成績は17点だった。同回の第1ラウンドではウイニングゲートにいる挑戦者のフォロー役として会場に顔を出すが、ラウンド終了後は他の失格者と一緒にフジテレビを追い出された。

## スタッフ
- ナレーター：小林克也（第1回）、デーモン小暮閣下（第2回 - 第7回、第1回グランドチャンピオン大会、ちびっ子クイズ王）、福原直英（最後のクイズ王伝説）
- 構成：高平哲郎
- クイズ作成：FNS1億2000万人のクイズ王決定戦!クイズ問題作成委員会、RAGS、ペンハウス、スタッフ東京、HIT、グループJUN、インテリ
- 制作協力：えとせとら、日本旅行、北海道文化放送、仙台放送、福島テレビ、新潟総合テレビ、長野放送、石川テレビ、テレビ静岡、東海テレビ、関西テレビ、岡山放送、テレビ新広島、テレビ愛媛、テレビ西日本、沖縄テレビほかFNS各局
- 技術協力：八峯テレビ、共同テレビ、メディアビジョン
- プロデューサー：飯塚浩子、花房恵二、中山良三
- 演出：FNS1億2000万人のクイズ王決定戦!演出委員会、磯貝武毅、中村則之
- 総合演出：森英昭
- 制作著作：フジテレビ

## BGMおよびテーマ曲
- 「朝陽の中へ」（『機動警察パトレイバー the Movie』オリジナルサウンドトラック収録曲・第1回）
- オープニング:「HOLD OUT」（プロレスラー武藤敬司のテーマ・第2-6回、ちびっ子クイズ王）、「DRAMATIC」（CD『新日本プロレスV 橋本真也 最強伝説』収録曲・第7回）
- エンディング:「HOLD OUT」（第2回）、「WINNER!」聖飢魔II（第3-6回、グランドチャンピオン大会）、「DRAMATIC」（第7回）、「Border」浜田麻里（アルバムAnti-Heroine収録曲・最後のクイズ王伝説）
- アイキャッチ:「爆勝宣言」（プロレスラー橋本真也のテーマ・第2-6回、グランドチャンピオン大会）、「DRAMATIC」（第7回）
- 一人必答クイズ
  - 正解ジングル:「Dancing Beat」（『緊急発進セイバーキッズ』オープニング主題歌・第5-6回）、『熱血最強ゴウザウラー』アイキャッチ（第7回）
- 早押しクイズ
  - 勝ち抜けジングル:「てなもんだ人生」（『からくり剣豪伝ムサシロード』エンディング主題歌・第2回）
- 30秒クイズ
  - 勝ち抜けジングル:「ガラスの十代」（第3回）
- 決勝ラウンド
  - 挑戦者紹介:「Road Made For Animals」John Tesh（アルバムTour De France: The Early Years収録曲・第2-6回、第2回グランドチャンピオン大会）

## 書籍
いずれも番組で出題された問題を収録。
- クイズ王 FNS1億2,000万人のクイズ王決定戦!編 （扶桑社、1992年、ISBN 4-594-00909-3）
- クイズ王II FNS1億2,500万人のクイズ王決定戦!編 （扶桑社、1994年、ISBN 4-594-01407-0）

## その他
- 番組が用意した正解が間違っていたことが多くあり、放送直後の『週刊フジテレビ批評』でアナウンサーが訂正とおわびを述べていたことがある。実際、正解を確信していた解答を不正解と判定され、失格した出場者もいた。また逆に、不正解を正解にされて上位進出を果たした挑戦者もいた。
  - 一例として、第2回グランドチャンピオン大会で出題された「日本で最も北に位置する国立大学は？」の解答が『旭川医科大学』を正解とされた（正しくは『北見工業大学』）。この時は長戸勇人が『北海道教育大学』と解答し不正解となっており、放送上正解の間違いはないように映ったが、後日訂正とお詫びが発表された。
- また番組の放送中に、手書きテロップでも問題の正解の訂正があった。
  - 一例として、第5回大会の一人必答クイズで出題された「芭蕉が『夏草や兵どもが夢のあと』と詠んだのは、今の何市？」の解答が『平泉市』を正解とされた（正しくは『平泉町』）。しかし最初から「何市」かと問われているため、解答した松尾清三も『平泉市』と解答せざるを得ず、そのまま正解となった。しかし今大会の放送中（つまり数十分後）に手書きテロップで訂正されていた。ちなみに平泉町は1953年以前は村制、以降は町制（いずれも西磐井郡）をとっており、2020年現在まで市制が敷かれたことはない。
- デーモン小暮が随所のシーンに顔を出していたため、番組の総合司会を彼と思い込む視聴者もいたが、あくまでもデーモン小暮は出演者であり、総合司会ではない。
- 演出担当だった森英昭は、学生時代にクイズ研究会の会長を務めていた。
- 上位進出者の多くは『史上最強』でも上位に残っているが、問題の傾向が途中から分かれたため二つのクイズ番組のいずれかにのみ挑戦する参加者も現れた。常連挑戦者の能勢一幸の著書「クイズ全書」の中の「ウルトラだけに出るもの、FNSだけに出るもの、TBSだけに出るもの、全部に出るものが分かれていた。」という文章からもそれがうかがえる。予選への参加の有無などは未確認だが、前期において本選に勝ち進むも次第に顔を見せなくなった参加者が後期に続出した。